# Rhyacotriton
Rhyacotriton ist eine Amphibiengattung aus der Ordnung der Schwanzlurche und die einzige Gattung der Familie Rhyacotritonidae.

## Beschreibung
Rhyacotriton-Arten sind relativ kleine Salamander mit Körperlängen von weniger als 10 cm, relativ kurzen Schwänzen und kleinen Köpfen mit auffälligen großen Augen. Ihre Färbung ist auf der Oberseite braun, manchmal grau marmoriert, auf der Bauchseite gelb-orange, manchmal schwarz gepunktet. Der Rumpf wird seitlich durch 14 bis 15 deutlich sichtbare Rippenfurchen segmentiert. Rhyacotriton-Arten besitzen einen ringförmigen, otoglossalen Knorpel. Es ist keine zweite Epibranchiale vorhanden. Die Lungen sind zum größten Teil reduziert. Die 4 oder 5 Zehen sind nicht durch Schwimmhäute verbunden. Die Columella, ein Gehörknöchelchen, ist breit und plattenartig ausgebreitet und nicht mit den Wänden der Ohrkapsel verwachsen. Die Rückenflosse der Larven weist keine Falte auf.

## Vorkommen

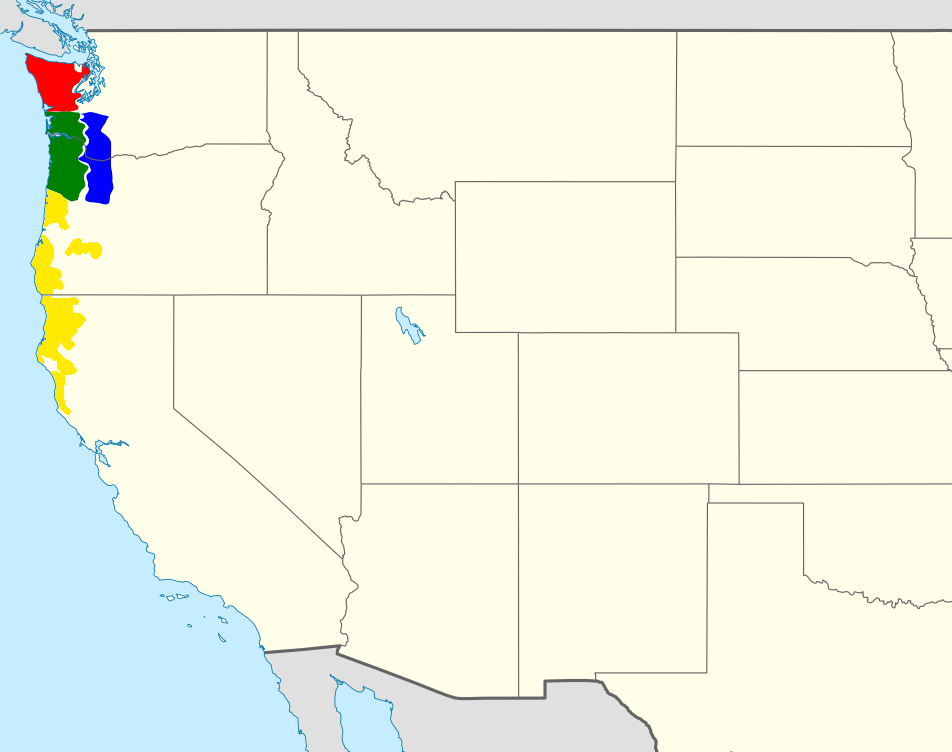
Verbreitungsgebiet: Rot = R. olympicus, Grün = R. kezeri, Blau = R. cascadae, Gelb = R. variegatus

Die Gattung kommt im Nordwesten der USA, im Westen Washingtons, Oregons und im küstennahen, nordwestlichen Kalifornien vor und bewohnt dort die feuchten Nadelwälder der Kaskadenkette mit sauerstoffreichen Quellen und Bächen.

## Systematik
Die Gattung Rhyacotriton wurde 1920 von Emmett Reid Dunn erstbeschrieben. 1958 stellte J. A. Tihen sie in eine eigene Familie Rhyacotritonidae. Sie umfasst vier Arten:
- Rhyacotriton cascadae Good & Wake, 1992
- Rhyacotriton kezeri Good & Wake, 1992
- Rhyacotriton olympicus (Gaige, 1917)
- Rhyacotriton variegatus Stebbins & Lowe, 1951